# Silvernattljus
Silvernattljus (Oenothera speciosa) är en dunörtsväxtart som beskrevs av Thomas Nuttall. Silvernattljus ingår i släktet nattljussläktet, och familjen dunörtsväxter. Inga underarter finns listade i Catalogue of Life.

## Bildgalleri

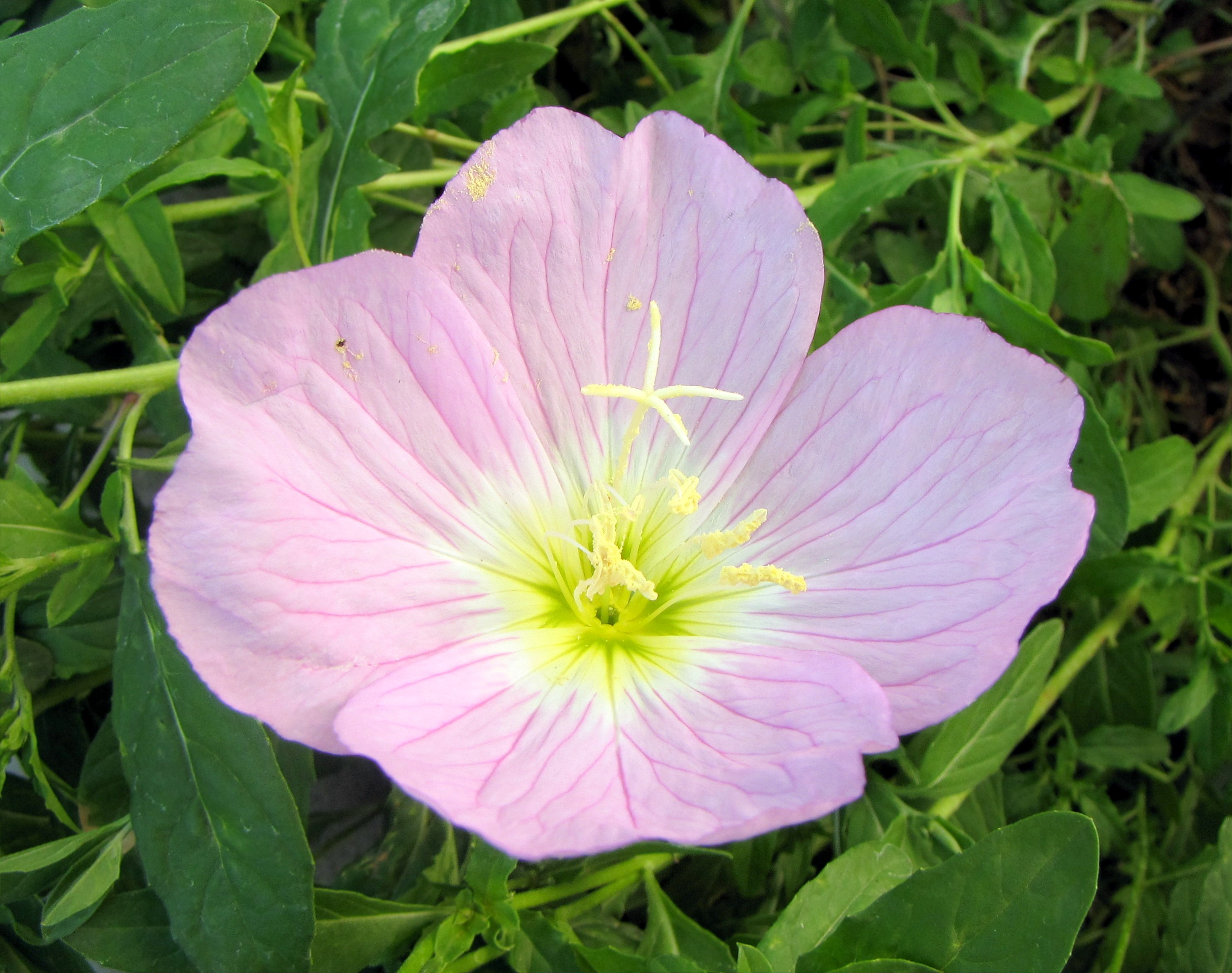
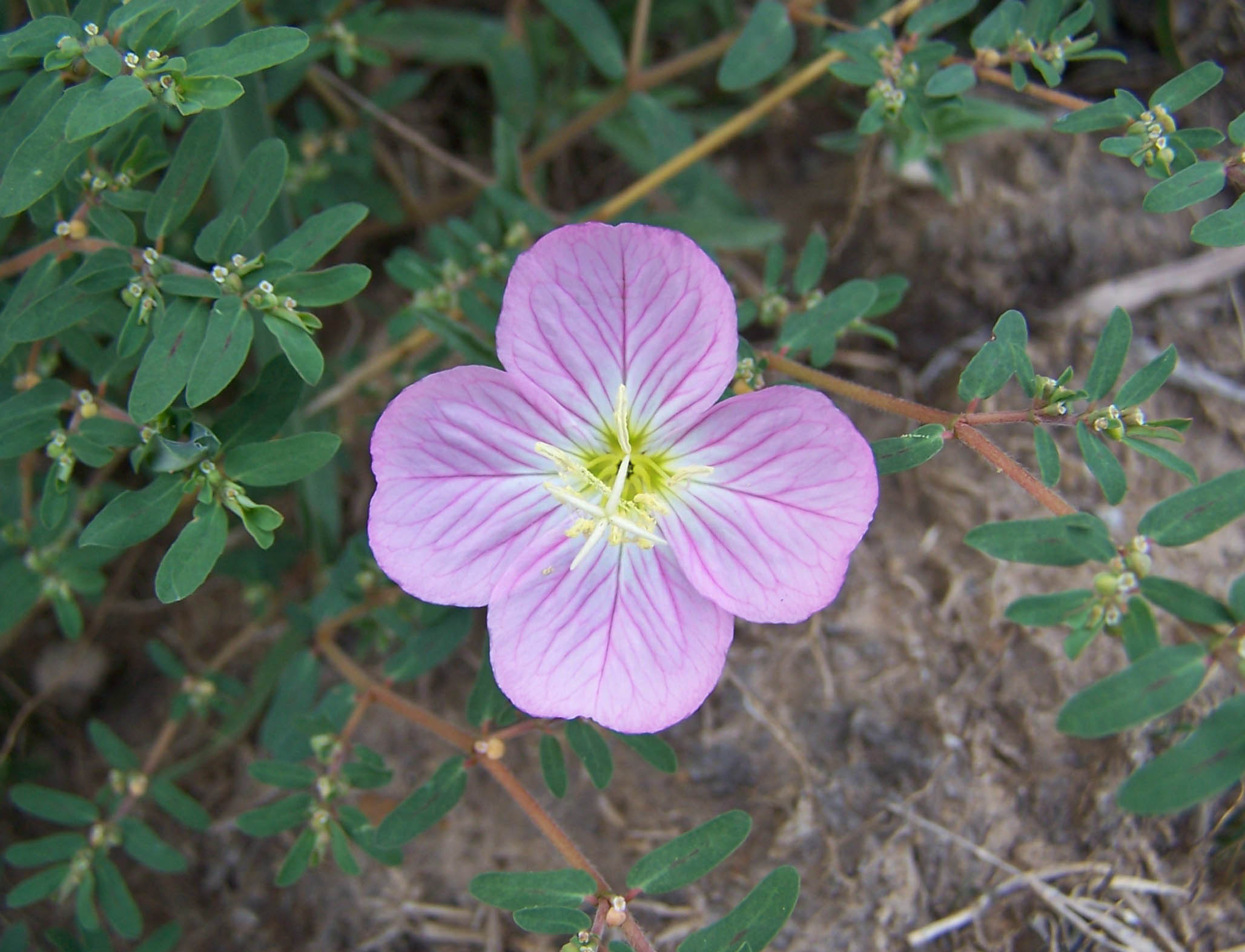
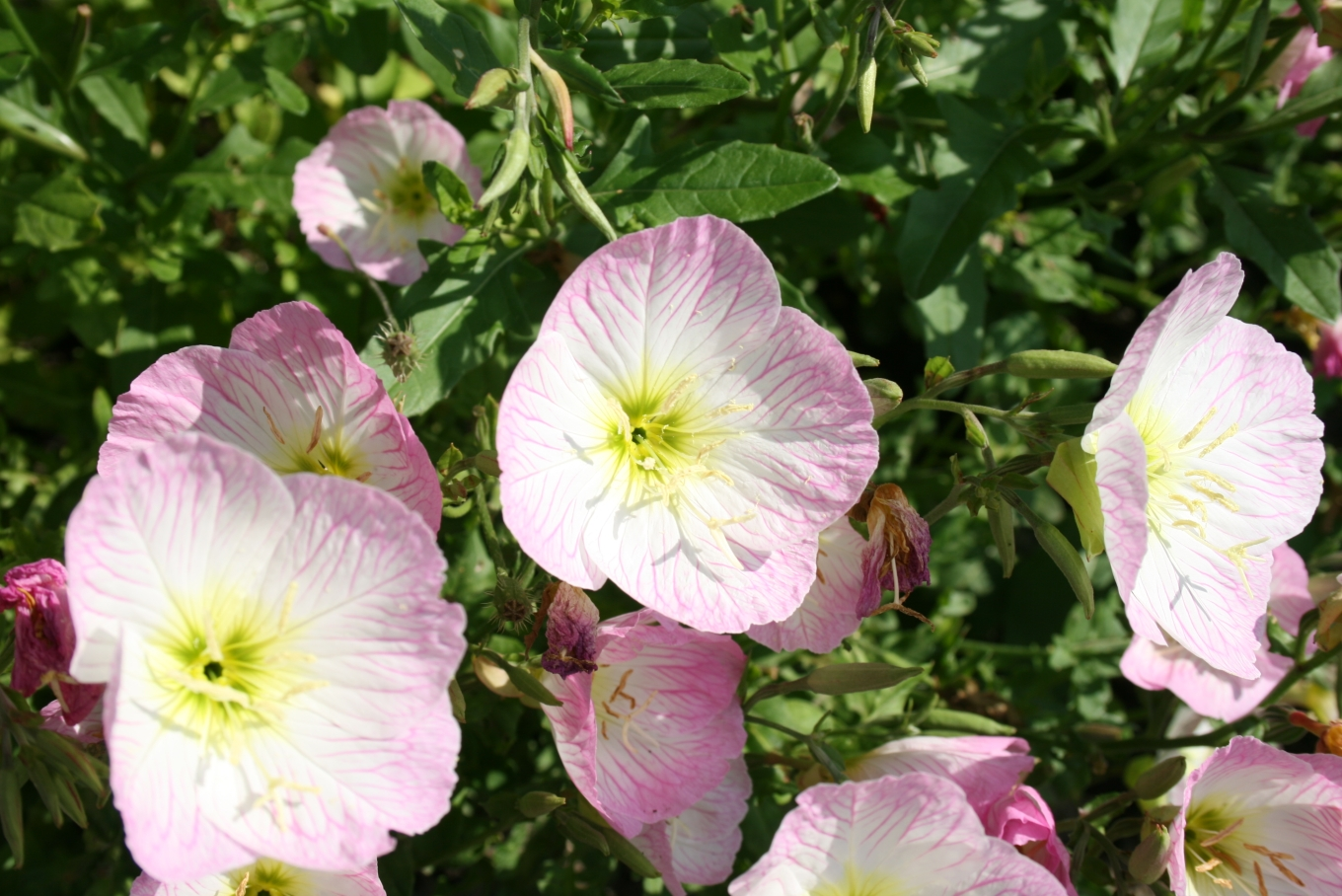
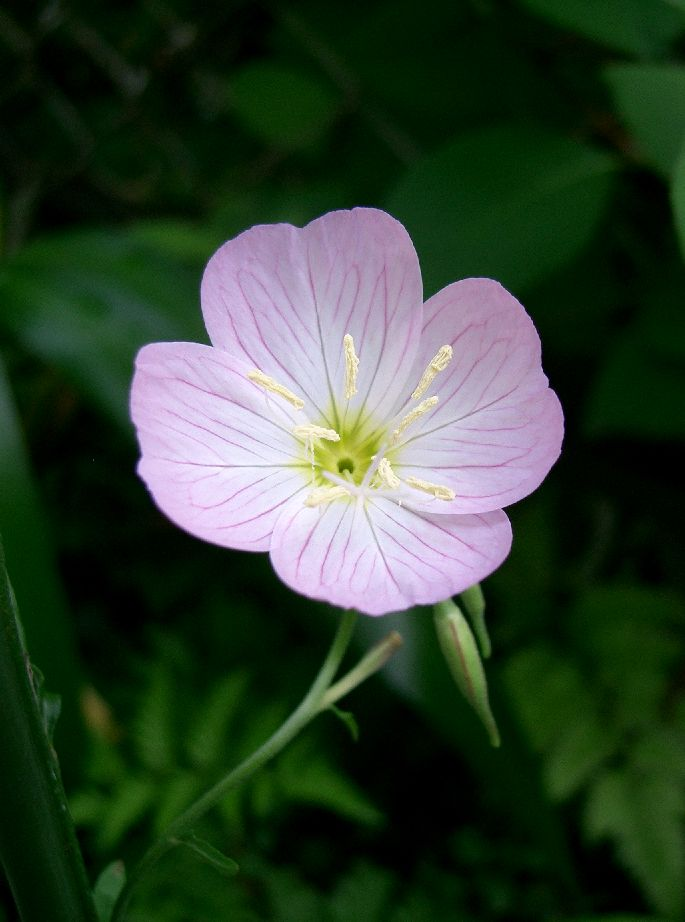
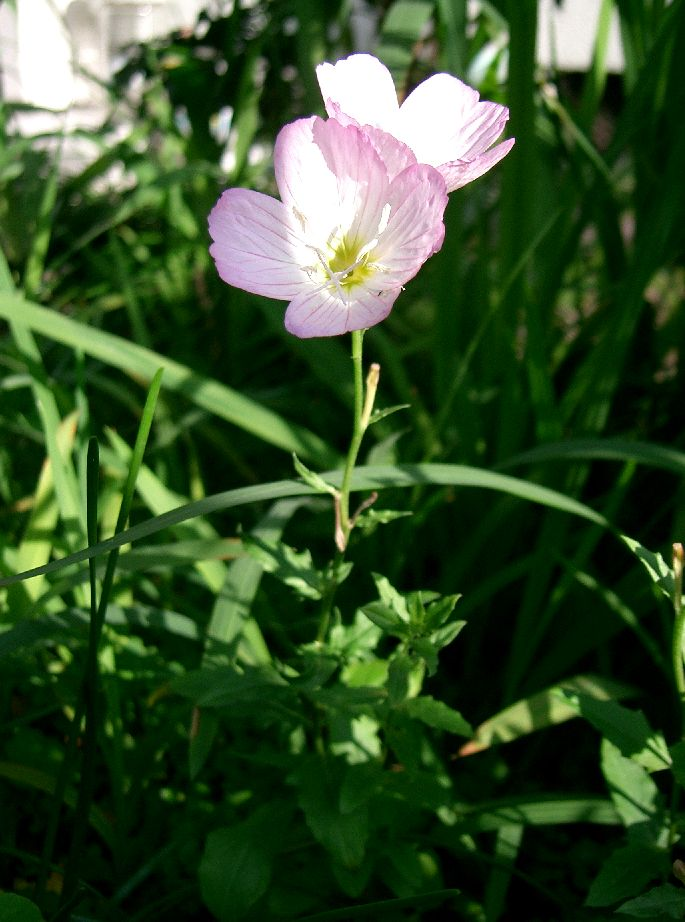
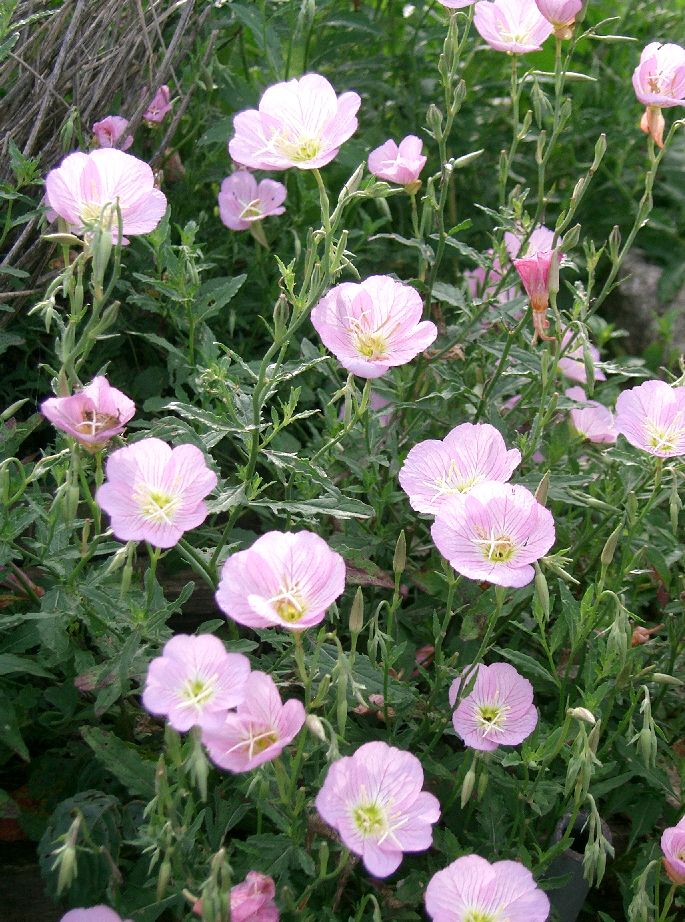